# بات موريسي
بات موريسي (بالإنجليزية: Pat Morrissey)‏ (23 فبراير 1948 في جمهورية أيرلندا - 2005) هو لاعب كرة قدم أيرلندي في مركز الهجوم. شارك مع منتخب جمهورية أيرلندا تحت 23 سنة لكرة القدم ‏. أما مع النوادي، فقد لعب مع سوانزي سيتي وكوفنتري سيتي ونادي توركي يونايتد ونادي كرو ألكساندرا ونادي واتفورد ونادي تشستر سيتي ونادي هايز ونادي دارتفورد ونادي ألدرشوت ونادي سلاو تاون وكارشالتون أثلتيك وHendon F.C. ‏ وتشيشام يونايتد ‏ وDunstable Town F.C. ‏.

## وصلات خارجية
- بات موريسي على موقع قاعدة بيانات كرة القدم.إي يو (الإنجليزية)